# Pelai Pagès i Blanch
Pelai Pagès i Blanch (Sant Pere Pescador, 24 de novembre de 1949) és un professor i historiador català.

## Biografia
Resident a Sant Pere Pescador i després a Sant Andreu de Llavaneres, estudià batxillerat a l'Institut de Mataró. Es va llicenciar en Filosofia i Lletres el 1972, quan presentà una tesi de llicenciatura sobre Andreu Nin, el 1975 es doctorà en història a la Universitat de Barcelona, tot presentant una tesi en català titulada Dissidències comunistes al si de la Tercera Internacional: l'Esquerra Comunista d'Espanya, dirigida pel doctor Emili Giralt. Des d'aleshores és professor d'història contemporània a la mateixa Universitat. Fou Premi extraordinari de llicenciatura i de doctorat.
És un estudiós de la història recent d'Espanya. Ha publicat llibres i articles sobre la Segona República, la Guerra Civil, el franquisme i la transició, i s'ha especialitzat en l'anàlisi del moviment obrer i dels nacionalismes en la història contemporània d'Europa. Va ser director del Centre per l'Estudi dels Moviments Socials, entre 1990 i 2000, des d'on va coordinar el Diccionari biogràfic del moviment obrer als Països Catalans. És director de la revista sobre la Guerra Civil Ebre 38. Entre 2002 i 2005 ha estat coordinador d'El Temps d'Història. Membre de l'Institut d'Estudis Catalans, des de 2021 és president de la Fundació Andreu Nin de Catalunya. Entre altres càrrecs forma part del Jurat que atorga la Beca Joan Peiró, de la Unió de Cooperadors de Mataró i del Memorial Joan Camps, que des de 1978 convoca l'Associació Cultural de Granollers. El 2016 amb un grup d'historiadors internacionals com Paul Preston, Richard Blair (fill de George Orwell) i Colm Tóibín va organitzar una campanya perquè es creï a Barcelona un museu dedicat a la Guerra Civil que haurà d'explicar el conflicte i les conseqüències de la victòria franquista.
Ha estat comissari de diverses exposicions: “La Guerra Civil a Catalunya. Testimonis i vivències”, inaugurada a l'Arxiu Nacional de Catalunya, l'octubre de 2006; “La retirada. La fi de la guerra civil, 70 anys després”, inaugurada a l'Octubre Centre de Cultura Contemporània de València, el desembre de 2009 i "POUM! 75 anys d'història", inaugurada al Museu d'Història de Catalunya, el juny de 2011.
Ha estat assessor històric del film Operació Nikolai, dirigit per Dolors Genovès sobre l'assassinat d'Andreu Nin (Televisió de Catalunya, 1992); dels films documentals “Guerra Civil a Catalunya. Testimonis i Records”, dirigit per Eugenio Monesma (Pyrene, S.A.-Diputació de Barcelona, 2002), “27-G. Bandera blanca”, dirigit per Maria Coll (Capgròs-Ajuntament de Mataró, 2004), “La Postguerra a Catalunya”, dirigit per Alberto Pérez (Pyrene, S.A.-Diputació de Barcelona, 2005) i “Caravana de la Memoria”, dirigit per Alberto Pérez. (Pyrene, P.V.-Fundación Progea, 2008). Ha participat en congressos, seminaris i conferències a Ciutat de Mèxic, Moscou, Marsella, Lió, Torí, Follonica, Brussel·les, Lausana, etc.

## Obres
- Andreu Nin: su evolución política (1911-1937) (1975)
- El movimiento trotskista en España (1930-1935) (1977)
- Historia del Partido Comunista de España (1920-1930) (1978)
- Introducción a la Historia. Epistemología, teoría y problemas de método en los estudios de historia (1983)
- La guerra civil espanyola a Catalunya (1936-1939) (1987)
- La presó Model de Barcelona. Història d'un centre penitenciari en temps de guerra (1936-1939) (1996)
- Aquella guerra tan llunyana i tan propera (1936-1939). Testimonis i records de la Guerra Civil a Catalunya (2003)
- Catalunya en guerra y en revolución 1936-1939 (2007), traduït a l'anglès per P.L. Gallagher War and Revolution in Catalonia, 1936-1939 (2013)[3]
- Diccionari biogràfic del moviment obrer als Països Catalans (2000) amb altres
- Història del moviment obrer als Països Catalans (director, 2001)
- Franquisme i repressió. La repressió franquista als Països Catalans (1939-1975), 2004. (Director)
- La transició democràtica als Països Catalans, 2005.(editor)
- Guerra civil als Països Catalans (2007)[4]
- La repressió franquista al País Valencià. Primera Trobada d'Investigadors de la Veritat. 2009 (Editor)
- Quan Sant Pere es feu dir Empori. La guerra civil a Sant Pere Pescador (1936-1939). 2009 (Coordinador)
- Andreu Nin: Una vida al servei de la classe obrera (2009, 2011)
- El sueño igualitario entre los campesinos de Huesca. Colectividades agrarias durante la guerra civil (1936-1939). 2013., traduït al francès Le rêve égalitaire chez les paysans de Huesca, 1936-1938 (2016)
- L'exili republicà als Països Catalans. Una diàspora històrica. 2014 (Director)
- El POUM y el caso Nin. Una historia abierta. 2014 (Codirector).
- Justícia i guerra civil. Els tribunals de justícia a Catalunya (1936-1939). 2015
- Victor Serge. La consciencia de la revolución. 2017 (Codirector)
- Edició de Víctor Serge: La degeneración de la URSS y la guerra civil española. La lucha contra el estalinismo y la regeneración del socialismo. 2017.
- La revolución rusa pasó por aquí. 2017 (Codirector)
- Perseguint Andreu Nin. 2019.
- El maquis. La resistència armada contra el franquisme (1936-1965) (Director). 2020.
- Coordinador de La Retirada. El exilio republicano. 2021.
- República i guerra civil a Catalunya. Dels fets d'octubre de 1934 a l'ocupació franquista i l'exili . 2021.
- La historia truncada del Partido Comunista de España. Desde su fundación hasta la consolidación del estalinismo. 2021.
- Edició d' Andreu Nin: De l'URSS estant. 2022.
- Breu història de l'exili republicà als Països Catalans. 2023.
- Coordinador de Joaquín Maurín, una historia del siglo XX. 2023.
- Franquisme i transició. Repressió, institucionalització i crisi del franquisme. 2024.
- Catalunya. La República en guerra (1936-1939). 2025.